# Pál B. Nagy
Pál B. Nagy (ur. 2 maja 1935 w Szolnoku) – węgierski szpadzista, złoty medalista olimpijski i dwukrotny medalista mistrzostw świata.
Na igrzyskach olimpijskich w Meksyku Węgrzy w składzie: Zoltán Nemere, Győző Kulcsár, Pál B. Nagy, Csaba Fenyvesi i Pál Schmitt zdobyli złoty medal w szpadzie drużynowej. Był to jego jedyny start olimpijski.
Podczas mistrzostw świata w Montrealu w 1967 roku wspólnie z Kulcsárem, Nemere, Fenyvesim i Schmittem zdobył brązowy medal w zawodach drużynowych. W tej samej konkurencji wywalczyli również srebrny medal na mistrzostwach świata w Hawanie dwa lata później.
Należał do kolejarskiego klubu Szolnoki MÁV SE (Lokomotív SK, Törekvés SE).